# Lu Yonghua
Lu Yonghua (chinesisch 盧永華 / 卢永华, Pinyin Lú Yǒnghuá; * September 1946 in der Provinz Shandong) ist ein chinesischer Diplomat.
Lu Yonghua bekleidete von 1971 bis 2000 verschiedene Funktionen im Außenministerium der Volksrepublik China sowie in der chinesischen Botschaft in der DDR und Österreich. Von 2000 bis 2007 fungierte er als Nachfolger von Liu Changye (刘昌业) als chinesischer Botschafter in der Republik Österreich. Wu Ken folgte ihm 2007 in diesem Amt.
Er ist verheiratet und hat einen Sohn.